# Epimenio Liberi
Epimenio Liberi (Popoli, 16 luglio 1920 – Roma, 24 marzo 1944) è stato un partigiano italiano.

## Biografia
Entrambi i genitori erano originari di Gioia dei Marsi ed erano stati costretti a trasferirsi a seguito del devastante terremoto del 1915. Il padre, Gaetano Liberi trovò impiego presso lo stabilimento Montecatini di Bussi Officine.
Primo di quattro figli, Epimenio frequentò le scuole elementari a Popoli e il primo anno di seminario a Sulmona. All’età di 13 anni raggiunse il padre, uomo di fede antifascista il quale, in seguito a pesanti vessazioni da parte di picchiatori fascisti, si era trasferito a Roma presso suo fratello. Nel 1935 l’intera famiglia Liberi si stabilì nella Capitale. Epimenio  si iscrisse a un Istituto Tecnico che frequentò fino al quarto anno. 
Nel 1937 Gaetano Liberi venne a mancare a causa di una broncopolmonite. La mutata condizione economica familiare costrinse Epimenio a lasciare la scuola e cercare un lavoro in quel di Civita Castellana. Fu nella cittadina viterbese che intraprese un’attività manageriale alle dipendenze di un’azienda boschiva situata nel vicino comune di Castel Sant'Elia che forniva legname ai cantieri navali di varie città.
L’8 settembre del 1943, data in cui fu reso noto l’armistizio, Epimenio Liberi era formalmente in servizio di leva ma fu considerato “sbandato”, come si evince dal suo Foglio Matricolare, poiché si rifiutò di presentarsi alle autorità della Repubblica Sociale. Fu in quel periodo che aderì al Partito d'Azione collaborando con il Raggruppamento "Monte Soratte", operando tra Roma, Civita Castellana, Sant'Oreste e Castel Sant'Elia  per fornire supporto economico e logistico a membri della resistenza.
Il 21 ottobre 1943 Epimenio Liberi sposò Giovanna Arrigoni e i due si stabilirono a Civita Castellana per un breve periodo. Nel timore, infatti, di essere denunciato, Epimenio decise che sarebbe stato più sicuro trasferirsi a Roma presso l’abitazione della madre.

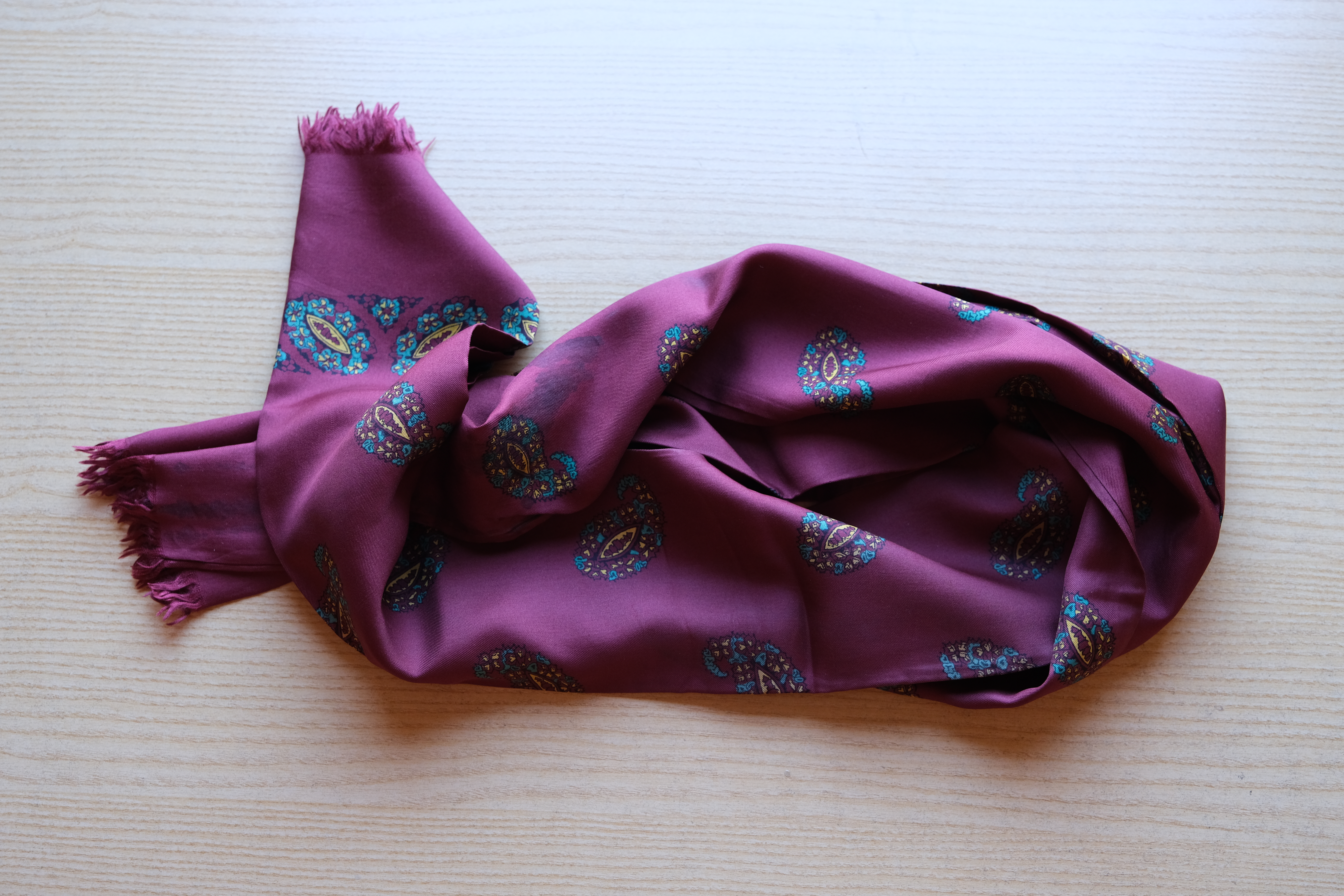
Sciarpa indossata da Liberi al momento dell'arresto

Il suo arresto avvenne il 19 dicembre del 1943, presumibilmente dietro delazione, mentre si trovava in un bar in compagnia del cognato Goffredo. Gli fu trovata addosso una somma di 17000 lire. Fu recluso nel carcere di via Tasso e là torturato. Vi rimase fino al 14 gennaio del 1944 quando fu trasferito a Regina Coeli con la generica accusa di mercato nero e attività comunista, ma nessun procedimento penale risulta istruito nei suoi confronti.
Nella cella 382 del terzo braccio di Regina Coeli, gestito direttamente dalle SS, Epimenio Liberi incontrò don Giuseppe Morosini che era stato condannato a morte per attività sovversiva in quanto attivista della banda Mosconi (o banda Fulvi) che operava nell’area della Capitale. I due uomini fraternizzarono al punto che il sacerdote, musicista diplomato presso il Liceo Musicale "Nicolini" di Piacenza (in seguito divenuto conservatorio), commosso dall’amore che Epimenio provava per sua moglie Giovanna, in quel periodo in attesa del primo figlio, compose la famosa “Ninna nanna a un pargolo biondo” in seguito denominata “Ninna nanna a un bimbo mai nato” poiché dopo la morte del marito Giovanna perse la bambina che avrebbe dovuto chiamarsi Cecilia.
Il 24 marzo del 1944 Epimenio Liberi fu prelevato dal carcere e trucidato nelle Fosse Ardeatine.
Il riconoscimento del corpo ad opera della sorella Maria, del fratello Alfeo e della moglie Giovanna avvenne in data 9 settembre 1944.
Epimenio Liberi riposa nel Sacrario delle Fosse Ardeatine all’interno del sacello 297.

### La ninna nanna
Di seguito il testo della ninna nanna composta in carcere da don Giuseppe Morosini. In una lettera indirizzata a sua moglie Giovanna, Epimenio Liberi annunciava che sarebbe stata eseguita in occasione del battesimo del bambino o della bambina che lo stesso sacerdote si era impegnato a celebrare. Il testo, trascritto su foglio pentagrammato dallo stesso Liberi, si apre con una dedica: A Gaetano o a Rita (1) – Cecilia (2). Alla volontà di Dio.
Sopra la cuna del bimbo adorato
Una giovine madre canta beata
Al suo pargolo biondo la ninna nanna
C’è un castello di fate in riva al mare
C’è un castello di Re sopra la terra
C’è una bionda Regina tra le ancelle
C’è una dolce Madonna tra le stelle
Il castello del Re è la tua cuna
E la bionda Regina è la tua mamma
Che con le fate ti ripete in coro
la più amorosa e dolce ninna nanna
Ninna nanna, ninna nanna
Dormi tesor dormi amor
Sopra il tuo corpo c’è la Madonna
Sopra il tuo cuor c’è il mio cuor. 

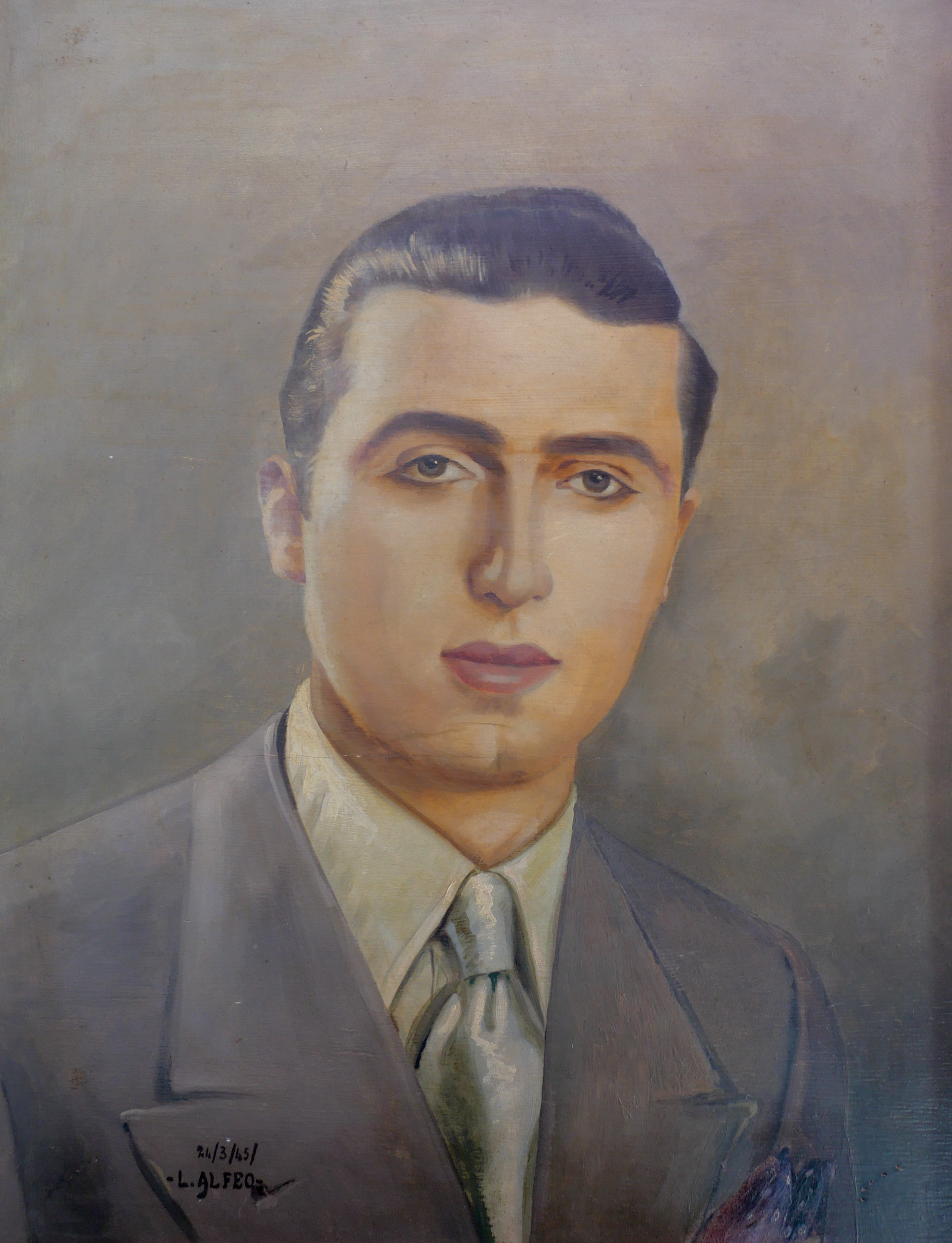
Ritratto di Epimenio Liberi ad opera del fratello Alfeo.

### Onorificenze
Il suo nome figura in una lapide apposta dal Partito d’Azione nel giugno del 1945 e collocata presso Porta Castello in Roma.
A liberazione avvenuta gli è stato conferito il diploma di patriota dal generale Alexander.
Con Libretto 178744 il Ministero della Guerra ha dichiarato il tenente Epimenio Liberi “presente alla bandiera”.
La commissione laziale per il riconoscimento di partigiano e patriota il 29 aprile 1948 ha dichiarato Epimenio Liberi “partigiano combattente nella lotta per la liberazione nelle file del CLN con la qualifica di gregario” per il periodo che va dall’8 settembre al 24 marzo 1944.